# 25-те точки
Програмата за управление на Германската работническа партия, възприета постфактум за такава и на НСДАП е кратка, ясна и радикална формулировка на фундаменталните постановки на националсоциалистическия мироглед.
За Адолф Хитлер тези точки са фундаментални и не подлежат на промяна. Те са потвърдени и утвърдени наново след вътрешнопартийната конфронтация с привържениците на Грегор Щрасер през 1926 г. в Бамберг и остават неизменна партийна програма до края на Третия Райх (според някои изследователи обаче рядко партийна практика).
25-те точки са съставени от Антон Дрекслер, Готфрид Федер и Адолф Хитлер през февруари 1920 г.:
1. Обединение на всички германци в един Райх на основата на правото на народите на самоопределение;
2. На основата на правото на самоопределение и равноправие на немския народ с другите народи, утвърждаване правото на Германия сама свободно да определя отношенията си с другите народи и държави, чрез отхвърляне на Версайския договор и Сен-Жерменския договор;
3. Искане за предоставяне на допълнителни територии за осигуряване на прехраната и за уреждане въпроса с пренаселеността на Германия, посредством жизнено пространство (Lebensraum);
4. Гражданството се определя от расата. Никой евреин не може да бъде гражданин на Германия;
5. Чужденците в Германия да бъдат само гости и да са обект на специални закони;
6. Служебните постове да не се раздават по „политическа семейственост“, а в зависимост от качествата и квалификацията;
7. Постигане на народното благо чрез държавата. Прехраната на гражданите е от първостепенно значение за държавата. В случай че държавните ресурси се претоварят, хората, които не са германски граждани, да бъдат изключени от държавните привилегии;
8. Да се прекрати имиграцията на чужденци;
9. Равни права и задължения за всички граждани;
10. Всеки гражданин да работи за общото благо;
11. Всички нетрудови доходи да бъдат конфискувани;
12. Всички печалби от войната (Първа световна война) да бъдат конфискувани;
13. Всички големи тръстове (монополи) да бъдат национализирани;
14. Разпределяне на печалбите във всички по-големи икономически предприятия между работниците и служителите им;
15. Достатъчна осигуровка за старини;
16. Създаване на здрава средна класа и нейното съхранение чрез подкрепа на дребните производители и търговци, като им се предоставят (площи в) големите магазини;
17. Аграрна реформа върху собствеността на земите и край на спекулациите със земи;
18. Безмилостно преследване на тежките престъпления и спекулантите;
19. Материалистичното (виж материализъм) Римско право да се замести с Германско право (виж идеализъм);
20. Дълбоки преобразувания в националната образователна система;
21. Държавата да подпомага майчинството и да стимулира развитието на младежта;
22. Премахване на платената наемна армия и създаване на народна армия (Вермахт);
23. Вестниците да станат германска собственост и да не се позволява на чужденци да работят в тях;
24. Свобода на вероизповеданията с изключение на религии (юдаизъм), които застрашават германската раса. Партията не се обвързва с едно вероизповедание (католицизъм или лутеранство), но да се противопостави на еврейския материализъм;
25. Силна централна власт с централизирано управление за осъществяване на ефективно законодателство.[1][2]